# Gliwicka Wyższa Szkoła Przedsiębiorczości w Gliwicach
Gliwicka Wyższa Szkoła Przedsiębiorczości – szkoła wyższa o profilu ekonomiczno-humanistycznym z siedzibą w Gliwicach. W likwidacji.

## Kierunki studiów
Przed rozpoczęciem likwidacji uczelnia prowadziła studia w formie stacjonarnej i niestacjonarnej na kierunkach:
- Architektura
- Ekonomia na specjalnościach:
  - Dystrybucja i handel na rynkach krajowych i zagranicznych,
  - Ekonomia menadżerska,
  - Ekonomika i finanse przedsiębiorstwa,
  - Gospodarowanie kapitałem ludzkim,
- Finanse i Rachunkowość na specjalnościach:
  - Rachunkowość i podatki,
  - Finanse i inwestycje,
  - Finanse menedżerskie.
- Pedagogika na specjalnościach:
  - Doradztwo zawodowe i personalne,
  - Pedagogika opiekuńczo-resocjalizacyjna,
  - Profilaktyka społeczna z elementami prewencji,
  - Zintegrowana edukacja wczesnoszkolna i wychowanie przedszkolne.

W przeszłości uczelnia kształciła również studentów na kierunkach Filologia oraz Wzornictwo.

## Historia
Założona w 2005 roku przez Agencję Rozwoju Lokalnego Gliwicka Wyższa Szkoła Przedsiębiorczości mieściła się na terenie dawnej Kopalni Gliwice, w budynku zrewitalizowanym w ramach projektu Nowe Gliwice. W wyniku rewitalizacji do użytku oddane zostały na potrzeby nowej uczelni wyposażone sale dydaktyczne, aule (w tym aula do tłumaczeń symultanicznych), parking, a sam budynek przy ul. Bojkowskiej przystosowany został do potrzeb osób niepełnosprawnych. Gliwicka Wyższa Szkoła Przedsiębiorczości znajdowała się w sąsiedztwie autostrady A4/A1 (węzeł "Sośnica").
29 sierpnia 2013 r. uczelnia ogłosiła, że począwszy od września 2013 r. funkcję założyciela Gliwickiej Wyższej Szkoły Przedsiębiorczości pełnić będzie Wyższa Szkoła Biznesu - National-Louis University, będąca liderem Konsorcjum Uczelni FUTURUS.
W ofercie edukacyjnej Gliwickiej Wyższej Szkoły Przedsiębiorczości znajdowały się studia pierwszego stopnia oraz studia podyplomowe. Uczelnia prowadziła też kształcenie na studiach drugiego stopnia we współpracy z Wyższą Szkołą Biznesu - National Louis University, która wydawała dyplom.
W ramach uczelni funkcjonowały również: Uniwersytet Trzeciego Wieku oraz Biuro Karier Studenckich. Studenci zainteresowani założeniem własnej firmy, mogli to uczynić w Inkubatorze Przedsiębiorczości znajdującym się w sąsiedztwie uczelni.
Według danych GUS w Gliwickiej Wyższej Szkole Przedsiębiorczości w 2016 r. studiowały 302 osoby.
Uczelnia wstrzymała rekrutację na studia w roku akademickim 2017/2018, a we wrześniu 2017 r. w lokalnych mediach pojawiła się informacja o zakończeniu działalności przez uczelnię. Według stanu na 16 września 2018 r. uczelnia nie zatrudniała nauczycieli akademickich ani pracowników naukowych. Na początku 2019 r. opublikowano informację o wyprzedaży majątku Gliwickiej Wyższej Szkoły Przedsiębiorczości. 
5 kwietnia 2019 r. Gliwicka Wyższa Szkoła Przedsiębiorczości została oficjalnie postawiona w stan likwidacji.

## Rektorzy
- Tadeusz Grabowiecki (2005-2014)
- Alina Vogelgesang (2014-2015)
- Henryk Borko (2015-2017)[8]